# Lasioglossum tepperi
Lasioglossum tepperi är en biart som först beskrevs av Cockerell 1905.  Lasioglossum tepperi ingår i släktet smalbin, och familjen vägbin. Inga underarter finns listade i Catalogue of Life.